# 7858 Bolotov
7858 Bolotov è un asteroide della fascia principale. Scoperto nel 1978, presenta un'orbita caratterizzata da un semiasse maggiore pari a 2,4695287 UA e da un'eccentricità di 0,2142456, inclinata di 4,18679° rispetto all'eclittica.